# Zlatar (Croatie)
Pour les articles homonymes, voir Zlatar.
Zlatar est une ville et une municipalité située dans le Hrvatsko Zagorje, dans le comitat de Krapina-Zagorje, en Croatie. Au recensement de 2001, la municipalité comptait 6 506 habitants, dont 99,02 % de Croates et la ville seule comptait 2 889 habitants.

## Localités
La municipalité de Zlatar compte 19 localités :
| - Belec - Borkovec - Cetinovec - Donja Batina - Donja Selnica - Ervenik Zlatarski - Gornja Batina - Gornja Selnica - Juranšćina - Ladislavec | - Martinšćina - Petruševec - Ratkovec - Repno - Šćrbinec - Vižanovec - Završje Belečko - Zlatar - Znož |